# Campeonato mundial de hockey sobre patines femenino de 2008
El IX Campeonato mundial de hockey sobre patines femenino se celebró en Yurihonjō, Japón, entre el 5 de octubre de 2008 y el 11 de octubre de 2008.
En el torneo, realizado en Yurihonjō, participaron las selecciones de hockey de 12 países, repartidas en la primera ronda en 4 grupos.
La final del campeonato fue disputada por las selecciones de España campeona de tres mundiales y Portugal. El partido lo ganó España por 3 goles a 1.
En tanto, el equipo de Argentina obtuvo el tercer lugar al derrotar por 8:1 al seleccionado de Estados Unidos.

## Equipos participantes
12 seleccionados nacionales participaron del torneo, de los cuales 3 equipos eran de América, 5 eran de Europa, 1 de África y 3 eran asiáticos.
| Alemania       | España     | Japón     |
| Argentina      | Francia    | Macao     |
| Chile          | India      | Portugal  |
| Estados Unidos | Inglaterra | Sudáfrica |

## Resultados

### Grupo A
| Equipo     | Pts | PJ | PG | PE | PP | GF | GC | Dif |
| ---------- | --- | -- | -- | -- | -- | -- | -- | --- |
| Chile      | 6   | 2  | 2  | 0  | 0  | 18 | 0  | 18  |
| Inglaterra | 3   | 2  | 1  | 0  | 1  | 5  | 10 | -5  |
| Sudáfrica  | 0   | 2  | 0  | 0  | 2  | 1  | 14 | -13 |

| Chile      | 9:0 | Inglaterra |
| Inglaterra | 1:5 | Sudáfrica  |
| Sudáfrica  | 0:9 | Chile      |

### Grupo B
| Equipo         | Pts | PJ | PG | PE | PP | GF | GC | Dif |
| -------------- | --- | -- | -- | -- | -- | -- | -- | --- |
| España         | 6   | 2  | 2  | 0  | 0  | 20 | 2  | 18  |
| Estados Unidos | 3   | 2  | 1  | 0  | 1  | 11 | 8  | 3   |
| India          | 0   | 2  | 0  | 0  | 2  | 2  | 23 | -21 |

| España         | 7:1  | Estados Unidos |
| Estados Unidos | 10:1 | India          |
| India          | 1:13 | España         |

### Grupo C
| Equipo    | Pts | PJ | PG | PE | PP | GF | GC | Dif |
| --------- | --- | -- | -- | -- | -- | -- | -- | --- |
| Argentina | 4   | 2  | 1  | 1  | 0  | 32 | 0  | 32  |
| Alemania  | 4   | 2  | 1  | 1  | 0  | 31 | 0  | 31  |
| Macao     | 0   | 2  | 0  | 0  | 2  | 0  | 63 | -63 |

| Argentina | 0:0  | Alemania  |
| Macao     | 0:32 | Argentina |
| Alemania  | 31:0 | Macao     |

### Grupo D
| Equipo   | Pts | PJ | PG | PE | PP | GF | GC | Dif |
| -------- | --- | -- | -- | -- | -- | -- | -- | --- |
| Portugal | 6   | 2  | 2  | 0  | 0  | 7  | 1  | 6   |
| Francia  | 3   | 2  | 1  | 0  | 1  | 11 | 5  | 6   |
| Japón    | 0   | 2  | 0  | 0  | 2  | 1  | 14 | -12 |

| Portugal | 4:0  | Francia  |
| Francia  | 11:1 | Japón    |
| Japón    | 3:1  | Portugal |

## Fase final
|  | Cuartos de final | Cuartos de final |                |           | Semifinales    | Semifinales  |  |  | Final | Final |
|  |                  |                  |                |           |                |              |  |  |       |       |
|  |                  |                  |                |           |                |              |  |  |       |       |
|  |                  |                  |                |           |                |              |  |  |       |       |
|  | Chile            | 1                |                |           |                |              |  |  |       |       |
|  | Chile            | 1                |                |           |                |              |  |  |       |       |
|  | Estados Unidos   | 2                |                |           |                |              |  |  |       |       |
|  | Estados Unidos   | 2                | Estados Unidos | 1         |                |              |  |  |       |       |
|  |                  |                  | Estados Unidos | 1         |                |              |  |  |       |       |
|  |                  | Portugal         | 9              |           |                |              |  |  |       |       |
|  | Portugal         | Portugal         | 9              | 3         |                |              |  |  |       |       |
|  | Portugal         |                  |                | 3         |                |              |  |  |       |       |
|  | Alemania         | 2                |                |           |                |              |  |  |       |       |
|  | Alemania         | 2                | Portugal       | 1         |                |              |  |  |       |       |
|  |                  |                  | Portugal       | 1         |                |              |  |  |       |       |
|  |                  | España           | 3              |           |                |              |  |  |       |       |
|  | España           | España           | 3              | 13        |                |              |  |  |       |       |
|  | España           |                  |                | 13        |                |              |  |  |       |       |
|  | Inglaterra       | 0                |                |           |                |              |  |  |       |       |
|  | Inglaterra       | 0                | España         | 2         | Tercer lugar   | Tercer lugar |  |  |       |       |
|  |                  |                  | España         | 2         |                |              |  |  |       |       |
|  |                  | Argentina        | 1              |           |                |              |  |  |       |       |
|  | Argentina        | Argentina        | 1              | 3         | Estados Unidos | 1            |  |  |       |       |
|  | Argentina        |                  |                | 3         | Estados Unidos | 1            |  |  |       |       |
|  | Francia          | 2                |                | Argentina | 8              |              |  |  |       |       |
|  | Francia          | 2                |                |           | 8              |              |  |  |       |       |
|  |                  |                  |                |           |                |              |  |  |       |       |
|  |                  |                  |                |           |                |              |  |  |       |       |

## Clasificación final
| Posición | Equipos        |
| -------- | -------------- |
|          | España         |
|          | Portugal       |
|          | Argentina      |
| 4        | Estados Unidos |
| 5        | Francia        |
| 6        | Chile          |
| 7        | Alemania       |
| 8        | Inglaterra     |
| 9        | Japón          |
| 10       | India          |
| 11       | Sudáfrica      |
| 12       | Macao          |